# 虹桥河滨公园
虹桥河滨公园位于中華人民共和國上海市长宁区长宁路2080号，是三星级公园，起建于2003年10月，2004年1月建成后于开放，占地约25600平方米，绿化面积2100平方米，内有亲水平台、篮球场、排污泵站、公厕和多幅浮雕：白渡桥、自来水桥、四川路桥、福建路桥、宝成桥、长宁站、英租界、码头工人、黄包车。公园门口有名为《瞬间》的雕塑代表了9位上棉二十一厂旧址员工。2018年打通Doho创意园至虹桥河滨公园原有的围墙阻隔后，连通的苏州河健身步道正式开放。